# Coppa delle Fiere 1965-1966
L'ottava edizione della Coppa delle Fiere venne disputata nella stagione 1965-66. La competizione fu vinta dal Barcellona, che sconfisse in finale il Real Saragozza. Fu la sesta e ultima vittoria di una squadra spagnola nel torneo, e la terza per il Barcellona. L'organizzazione aumentò la rappresentanza greca.

## Primo turno
| Squadra 1        | Totale | Squadra 2         | Andata | Ritorno |
| ---------------- | ------ | ----------------- | ------ | ------- |
| Stade Français   | 0 - 1  | Porto             | 0 - 0  | 0 - 1   |
| Anversa          | 4 - 3  | Glentoran         | 1 - 0  | 3 - 3   |
| DOS              | 1 - 7  | Barcellona        | 0 - 0  | 1 - 7   |
| Bordeaux         | 1 - 10 | Sporting Lisbona  | 0 - 4  | 1 - 6   |
| RFC Liegi        | 1 - 2  | NK Zagabria       | 1 - 0  | 0 - 2   |
| Daring Bruxelles | 1 - 3  | AIK               | 1 - 3  | 0 - 0   |
| Malmö FF         | 0 - 7  | Monaco 1860       | 0 - 3  | 0 - 4   |
| PAOK             | 2 - 7  | Wiener SK         | 2 - 1  | 0 - 6   |
| Chelsea          | 4 - 1  | Roma              | 4 - 1  | 0 - 0   |
| Milan            | 2 - 2  | Strasburgo        | 1 - 0  | 1 - 2   |
| Stella Rossa     | 1 - 7  | Fiorentina        | 0 - 4  | 1 - 3   |
| Zbrojovka Brno   | 2 - 1  | Lokomotiv Plovdiv | 2 - 0  | 0 - 1   |
| Leeds Utd        | 2 - 1  | Torino            | 2 - 1  | 0 - 0   |
| Hibernian        | 2 - 2  | Valencia          | 2 - 0  | 0 - 2   |
| US Luxembourg    | 0 - 17 | Colonia           | 0 - 4  | 0 - 13  |
| Norimberga       | 1 - 2  | Everton           | 1 - 1  | 0 - 1   |

### Ripetizione
| Squadra 1 | Risultato      | Squadra 2  |
| --------- | -------------- | ---------- |
| Milan     | 1 - 1 (d.t.s.) | Strasburgo |
| Hibernian | 0 - 3          | Valencia   |

## Sedicesimi di finale
| Squadra 1         | Totale | Squadra 2           | Andata | Ritorno |
| ----------------- | ------ | ------------------- | ------ | ------- |
| Hannover 96       | 6 - 2  | Porto               | 5 - 0  | 1 - 2   |
| Anversa           | 2 - 3  | Barcellona          | 2 - 1  | 0 - 2   |
| Sporting Lisbona  | 5 - 5  | Espanyol            | 2 - 1  | 3 - 4   |
| NK Zagabria       | 2 - 3  | Steagul Rosu Brasov | 2 - 2  | 0 - 1   |
| AIK               | 3 - 5  | Servette            | 2 - 1  | 1 - 4   |
| Göztepe           | 3 - 10 | Monaco 1860         | 2 - 1  | 1 - 9   |
| Wiener SK         | 1 - 2  | Chelsea             | 1 - 0  | 0 - 2   |
| CUF Barreiro      | 2 - 2  | Milan               | 2 - 0  | 0 - 2   |
| Dunfermline       | 9 - 2  | B 1903              | 5 - 0  | 4 - 2   |
| Fiorentina        | 2 - 4  | Zbrojovka Brno      | 2 - 0  | 0 - 4   |
| Hearts            | 4 - 1  | Vålerenga           | 1 - 0  | 3 - 1   |
| Shamrock Rovers   | 2 - 3  | Real Saragozza      | 1 - 1  | 1 - 2   |
| Lokomotive Lipsia | 1 - 2  | Leeds Utd           | 1 - 2  | 0 - 0   |
| Basilea           | 2 - 8  | Valencia            | 1 - 3  | 1 - 5   |
| Arīs Salonicco    | 2 - 3  | Colonia             | 2 - 1  | 0 - 2   |
| Újpest            | 4 - 2  | Everton             | 3 - 0  | 1 - 2   |

### Ripetizione
| Squadra 1        | Risultato | Squadra 2 |
| ---------------- | --------- | --------- |
| Sporting Lisbona | 1 - 2     | Espanyol  |
| CUF Barreiro     | 0 - 1     | Milan     |

## Ottavi di finale
| Squadra 1   | Totale | Squadra 2           | Andata | Ritorno |
| ----------- | ------ | ------------------- | ------ | ------- |
| Hannover 96 | 2 - 2  | Barcellona          | 2 - 1  | 0 - 1   |
| Espanyol    | 5 - 5  | Steagul Rosu Brasov | 3 - 1  | 2 - 4   |
| Servette    | 2 - 5  | Monaco 1860         | 1 - 1  | 1 - 4   |
| Chelsea     | 3 - 3  | Milan               | 2 - 1  | 1 - 2   |
| Dunfermline | 2 - 0  | Zbrojovka Brno      | 2 - 0  | 0 - 0   |
| Hearts      | 5 - 5  | Real Saragozza      | 3 - 3  | 2 - 2   |
| Leeds Utd   | 2 - 1  | Valencia            | 1 - 1  | 1 - 0   |
| Colonia     | 3 - 6  | Újpest              | 3 - 2  | 0 - 4   |

### Ripetizione
| Squadra 1   | Risultato      | Squadra 2           |
| ----------- | -------------- | ------------------- |
| Hannover 96 | 1 - 1 (d.t.s.) | Barcellona          |
| Espanyol    | 1 - 0          | Steagul Rosu Brasov |
| Chelsea     | 1 - 1 (d.t.s.) | Milan               |
| Hearts      | 0 - 1          | Real Saragozza      |

## Quarti di finale
| Squadra 1   | Totale | Squadra 2      | Andata | Ritorno        |
| ----------- | ------ | -------------- | ------ | -------------- |
| Barcellona  | 2 - 0  | Espanyol       | 1 - 0  | 1 - 0          |
| Monaco 1860 | 2 - 3  | Chelsea        | 2 - 2  | 0 - 1          |
| Dunfermline | 3 - 4  | Real Saragozza | 1 - 0  | 2 - 4 (d.t.s.) |
| Leeds Utd   | 5 - 2  | Újpest         | 4 - 1  | 1 - 1          |

## Semifinali
| Squadra 1      | Totale | Squadra 2 | Andata | Ritorno |
| -------------- | ------ | --------- | ------ | ------- |
| Barcellona     | 2 - 2  | Chelsea   | 2 - 0  | 0 - 2   |
| Real Saragozza | 2 - 2  | Leeds Utd | 1 - 0  | 1 - 2   |

### Ripetizione
| Squadra 1      | Risultato | Squadra 2 |
| -------------- | --------- | --------- |
| Barcellona     | 5 - 0     | Chelsea   |
| Real Saragozza | 3 - 1     | Leeds Utd |

## Finale
| Squadra 1  | Totale | Squadra 2      | Andata | Ritorno        |
| ---------- | ------ | -------------- | ------ | -------------- |
| Barcellona | 4 - 3  | Real Saragozza | 0 - 1  | 4 - 2 (d.t.s.) |